# Tommy Tucker (ardilla)
Tommy Tucker (alrededor de 1942–25 de junio de 1949) fue una ardilla gris oriental macho que se convirtió en una celebridad en Estados Unidos, recorriendo el país vestido con ropa de mujer, mientras realizaba trucos, entretenía a niños y vendía bonos de guerra. Un columnista de The Washington Post lo nombró como "la ardilla más famosa que haya provenido de Washington."

## Segunda Guerra Mundial
Si bien las historias sobre su origen varían, Tommy fue adoptado en 1942 por Zaidee Bullis y su esposo Mark C. Bullis, quienes pueden haberle dado el nombre del personaje de la canción de cuna del siglo XVIII Little Tommy Tucker. Zaidee vistió a Tommy con ropa de mujer para evitar tener que reformar trajes, ya que su tupida cola era un problema para usar un guardarropa masculino. Después de la Segunda Guerra Mundial, Tommy "se casó" con una ardilla llamada Buzzy.
En 1943, la familia Bullis comenzó a llevar a Tommy de gira en su automóvil Packard, acompañado por un bulldog que se decía que tenía uno o más dientes de oro y que a menudo usaba un fez. El público quedó encantado con el atuendo cuidadosamente hecho a mano de Tommy, a menudo patriótico, y su comportamiento inusualmente dócil (aunque en ocasiones mordía). En una ocasión actuó para 500 estudiantes de primaria y, junto con la venta de bonos de guerra, Tommy dio una supuesta entrevista de radio junto al presidente Franklin Roosevelt.
En 1944, Tommy apareció en la revista Life, con una galería de fotos de Nina Leen. El artículo señalaba que "el interés principal de la Sra. Bullis en Tommy es... vestirlo con 30 disfraces confeccionados especialmente. Tommy tiene un abrigo y un sombrero para ir al mercado, un vestido plisado de seda para la compañía, un uniforme de la Cruz Roja para visitar el hospital."
En 1945, en el apogeo de su fama, el Tommy Tucker Club logró tener unos 30.000 miembros.

Querido Tommy Tucker: Me encantaron todos tus vestidos y el mejor de todos es el vestido de novia.
—Carta de colegiala.

## Vida posterior
Después de la guerra, Tommy casi desapareció de los titulares hasta 1948, cuando a los Bullises se les negó la entrada a California durante varios días cuando los funcionarios agrícolas se negaron a reconocer a Tommy como una mascota en lugar de un animal salvaje. En otra ocasión, a Tommy se le prohibió visitar México.
Tommy murió en el remolque de Bullises el 25 de junio de 1949, mientras se dirigía a uno de los "viajes de salud y placer" de la pareja al suroeste de los Estados Unidos, aparentemente debido a "un ataque cardíaco provocado por la vejez". (La vida media de las ardillas grises orientales en cautiverio es de unos veinte años).
Su cuerpo fue disecado y montado "con los brazos extendidos para que pudieras ponerle la ropa encima". En 2005, los restos de Tommy fueron ofrecidos al Smithsoniano, que sin embargo no mostró mucho interés. Está a la vista en una vitrina en una oficina de abogados en el condado de Prince George, Maryland.